# Морская Полиция: Лос-Анджелес (Сезон 7)
Седьмой сезон американского телесериала «Морская полиция: Лос-Анджелес», премьера которого состоялась на телеканале CBS 22 сентября 2009 года.
Сериал является спин-оффом сериала «Морская полиция: Спецотдел».
Действие сериала разворачивается в Лос-Анджелесе, штат Калифорния.
11 мая 2015 года телеканал CBS объявил, что сериал Морская полиция: Лос-Анджелес продлён на седьмой сезон. Премьера сезона состоялась 21 сентября 2015 года.
Изначально серия «Defectors» («Перебежчики») должна была выйти в эфир 16 ноября 2015 года. Но в связи с террористическими атаками в Париже была перенесена, так как её сюжет имел некоторые параллели со случившейся накануне трагедией.

## В ролях

### Основной состав
- Крис О’Доннелл в роли Специального агента Джи Каллена[10]. Напарник Сэма.
- Даниэла Руа в роли Специального агента Кенси Блай; судебный следователь и эксперт по огнестрельному оружию. Напарник Дикса.
- LL Cool J в роли Специального агента Сэма Ханны, бывший морской котик[10]; напарник Джи.
- Эрик Кристиан Олсен в роли детектива Марти Дикса; офицера по связям с полицией Лос-Анджелеса[11]. Напарник Кенси.
- Линда Хант в роли специального агента Генриетты Лэнг[10]; руководитель специальных операций Морской полиции Лос-Анджелеса.
- Мигель Феррер в роли специального агента Оуэна Гренджера; помощник директора Морской полиции.
- Барретт Фоа в роли Эрика Била; технический оператор, который обеспечивает связь между агентами и штабом[12]. Напарник Нелл.
- Рене Фелис Смит в роли Нелл Джонс; протеже Хетти и аналитик отдела специальных проектов. Напарник Эрика.

### Второстепенный состав
- Эрик Палладино в роли специального агента ЦРУ Востаника Сабатино.
- Мерседес Масон в роли специального агента из управления по борьбе с наркотиками Талии Дель Кампо.
- Памела Рид в роли мамы Марти Дикса, Роберты Дикс.
- Элла Томас в роли Джады Халед.
- Вито Руджинис в роли Аркадия Колчека; агент КГБ в отставке.
- Элизабет Богуш в роли Джоэль Тейлор; друг Сэма Ханны, экс-девушка Джи.
- Бар Пали в роли Анны Колчек; дочь Аркадия Колчека.
- Равиль Исьянов в роли Анатолия Киркина.
- Алисия Кополла в роли Лизы Рэнд; старший агент ФБР.
- Питер Кэмбор в роли Нэйта Гетца; психолог-оперативник.

## Эпизоды
| № | #  | Название                                        | Режиссёр           | Сценарист                        | Дата показа в США | Код серии | Зрители США (миллионы) |
| --- | -- | ----------------------------------------------- | ------------------ | -------------------------------- | ----------------- | --------- | ---------------------- |
| 145 | 1  | «Active Measures» «Активные действия»           | Джон Питер Кусакис | Р. Скотт Геммилл                 | 21 сентября 2015  | 701       | 7,89                   |
| Каллен вовлечен в новую секретную миссию, о которой никто не знает, включая Хетти и Гренджера. Джи пытается найти Аркадия Колчака подозревая, что тот в опасности. Хетти требует, чтобы операция была прервана до того, как станет слишком поздно, и команде дан приказ арестовать Каллена. Эрик Палладино в роли Востаника Сабатино |    |                                                 |                    |                                  |                   |           |                        |
| 146 | 2  | «Citadel» «Цитадель»                            | Эрик Ланёвилль     | Дэйв Калштейн                    | 28 сентября 2015  | 702       | 7,66                   |
| Агент из управления по борьбе с наркотиками Талия Дель Кампо нуждается в помощи - её напарник был убит. Между тем у Кенси появляются подозрения, что Дикс от неё что-то скрывает. И она оказывается по-настоящему шокирована, когда он знакомит её со своей мамой. Мерседес Масон в роли Талии Дель Кампо Памела Рид в роли миссис Дикс |    |                                                 |                    |                                  |                   |           |                        |
| 147 | 3  | «Driving Miss Diaz» «Шофёр мисс Диас»           | Джеймс Хэнлон      | Эндрю Бартельс                   | 5 октября 2015    | 703       | 7,99                   |
| Команда ОСП подключается к расследованию дела о бойни в Перу, произошедшей 20 лет назад. Дело в том, что известная модель может быть одной из выживших, а значит - потенциальной целью убийц. Кенси и Дикс идут под прикрытие - Кенси как ассистентка той самой модели, а Марти - в качестве её шофёра. |    |                                                 |                    |                                  |                   |           |                        |
| 148 | 4  | «Command & Control» «Командовать и управлять»   | Терренс О’Хара     | Кайл Харимото                    | 12 октября 2015   | 704       | 8,45                   |
| Джи и Сэм вынуждены делать то, что говорит им таинственный телефонный абонент, иначе тот взорвет множество невинных людей. Между тем Марти расстроен, так как понимает, что никогда не сможет дать Кенси всех тех дорогих вещей, на которые она заслуживает. В серии также появляются жена и дочь Криса О’Доннелла — Кэролайн и Мэйв О’Доннелл. |    |                                                 |                    |                                  |                   |           |                        |
| 149 | 5  | «Blame it on Rio» «Во всём виноват Рио»         | Деннис Смит        | Р. Скотт Геммилл                 | 19 октября 2015   | 623       | 8,77                   |
| Кроссовер с сериалом «Морская полиция: Спецотдел». При перевозке из Сингапура в Лос-Анджелес из-под опеки специального агента Энтони Ди Ноззо сбегает преступник. И теперь он нуждается в помощи ОСП, чтобы найти беглеца. Майкл Уэзерли в роли Энтони Ди Ноззо |    |                                                 |                    |                                  |                   |           |                        |
| 145 | 6  | «Unspoken» «Невысказанный»                      | Дайан С. Валентайн | Эрин Броадхёрст и Фрэнк Милитери | 2 ноября 2015     | 705       | 8,41                   |
| Команда разыскивает Руиза, бывшего партнёра Сэма, который исчез с двумя миллионами долларов во время операции под прикрытием. Между тем, команда обсуждает неспособность Кенси и Дикса создать четкую границу между их личной жизнью и работой. |    |                                                 |                    |                                  |                   |           |                        |
| 151 | 7  | «An Unlocked Mind» «Разблокированный разум»     | Крис О’Доннелл     | Фрэнк Милитари                   | 9 ноября 2015     | 624       | 7.91                   |
| Кенси и Дикс отправляются под прикрытие в качестве членов культа, чтобы спасти бывшего сотрудника Министерства обороны, которому промыли мозги и вытягивают из него секретную информацию. А Каллен и Сэм работают над тем, чтобы предотвратить продажу руководством культа государственных секретов. Себастьян Роше в роли Ли Эшмена |    |                                                 |                    |                                  |                   |           |                        |
| 152 | 8  | «The Long Goodbye» «Долгое прощание»            | Джон Питер Кусакис | Дэйв Калштейн                    | 16 ноября 2015    | 708       | 7.91                   |
| Когда конвой, который сопровождал Джаду Халед, женщину которую Сэм вывез в США и предоставил убежище 4 года назад, попал в засаду, команде поручают найти её. Но вскоре становится очевидно, что она не хочет их помощи. Также Кенси идет под прикрытие вместе с Талией Дель Кампо. Мерседес Масон в роли Талии Дель Кампо |    |                                                 |                    |                                  |                   |           |                        |
| 153 | 9  | «Defectors» «Перебежчики»                       | Деннис Смит        | Джордана Льюис Джаффе            | 23 ноября 2015    | 706       | 7.80                   |
| Команда ОСП разыскивает пропавшую девочку-подростка, которая боялась, что её завербует террористическая организация. |    |                                                 |                    |                                  |                   |           |                        |
| 154 | 10 | «Internal Affairs» «Внутреннее дело»            | Эрик А. Пот        | Чад Мазеро & Р. Скотт Геммилл    | 7 декабря 2015    | 707       | 9.52                   |
| Полиция Лос-Анджелеса арестовывает Марти Дикса за убийство его бывшего напарника. Пока он под арестом и дает показания, команда делает все, чтобы доказать невиновность своего коллеги. Памела Рид в роли Роберты Дикс |    |                                                 |                    |                                  |                   |           |                        |
| 155 | 11 | «Cancel Christmas» «Отмененное Рождество»       | Пол А. Кауфман     | Джозеф С. Уилсон                 | 14 декабря 2015   | 709       | 9.22                   |
| Подозреваемый северо-корейский шпион отравлен и сбит грузовиком, перевозящим рождественские ёлки. Команде ОСП поручено найти тех кто провозит шпионов в страну. Между тем Кенси и Дикс пытаются придумать такой план празднования Рождества, который бы включал и их матерей. А Хетти замечает, что Грейнджер не чувствует духа праздника. |    |                                                 |                    |                                  |                   |           |                        |
| 156 | 12 | «Core Values» «Главные ценности»                | Карен Гавиола      | Джо Сачс                         | 4 января 2016     | 710       | 10.51                  |
| Кенси и Дикс идут под прикрытие на выведенную из строя АЭС, расследуя облучения сержанта, который подрабатывает там охранником. |    |                                                 |                    |                                  |                   |           |                        |
| 157 | 13 | «Angels & Daemons» «Ангелы и демоны»            | Джеймс Хэнлон      | Эндрю Бартелс                    | 18 января 2016    | 711       | 10.64                  |
| Команда расследует убийство предпринимателя-техника, ставшего венчурным капиталистом, и создавшего "демона" — фоновую компьютерную программу для незаметного сбора данных. |    |                                                 |                    |                                  |                   |           |                        |
| 158 | 14 | «Come Back» «Возвращение»                       | Эрик Ланёвилль     | Эрин Броадхёрст                  | 25 января 2016    | 714       | 10.06                  |
| Кенси и Дикс объявляют всем, что решили жить вместе. По совпадению Хетти назначает их защищать Джека, бывшего жениха Кенси — у того есть список важных контактов в Афганистане, и ради этого списка многие готовы пойти на убийство. Мэттью Дель Негро в роли Джека Саймона |    |                                                 |                    |                                  |                   |           |                        |
| 159 | 15 | «Matryoshka» «Матрёшка»                         | Деннис Смит        | Кайл Харимото & Р. Скотт Геммилл | 8 февраля 2016    | 712       | 9.75                   |
| Команда ОСП идет под прикрытие на гала-вечер вместе с Анной, дочерью Аркадия Колчека, для того, чтобы обнаружить местонахождения её отца в России. Их задание — получить доступ к компьютеру генерального консула России. Вито Руджинис в роли Аркадия Колчека Бар Пали в роли Анны Колчек |    |                                                 |                    |                                  |                   |           |                        |
| 160 | 16 | «Matryoshka, Part 2» «Матрёшка. Часть 2»        | Терренс О’Хара     | Кайл Харимото & Р. Скотт Геммилл | 22 февраля 2016   | 713       | 8.82                   |
| Продолжении серии "Матрёшка". Каллен, Сэм и Анна находятся в России и пытаются спасти Аркадия Колчека и его компаньона из ЦРУ из тюрьмы. Также Каллен наконец-то узнаёт, что значит буква "Джи" в его имени. А в Лос-Анджелесе Дикс и Кенси берут Эрика на задание. Вито Руджинис в роли Аркадия Колчека Бар Пали в роли Анны Колчек |    |                                                 |                    |                                  |                   |           |                        |
| 161 | 17 | «Revenge Deferred» «Отсроченная месть»          | Рик Тунелл         | Фрэнк Милитари & Чад Мазеро      | 29 февраля 2016   | 715       | 7.94                   |
| После того, как становится известно, что за семьей Сэма Ханны ведётся видеонаблюдение, и следы ведут в Африку, Каллен и Сэм летят туда, чтобы выяснить, кто за этим стоит и какова цель слежки. Для этого они пытаются разыскать Тахира Халеда и его сестру Джаду. Между тем Дикс и Кенси пытаются найти информацию о лидере LRA, но у них нет возможности использовать межведомственное сотрудничество, так как внутри офиса обнаруживается утечка. Элла Томас в роли Джады Халед |    |                                                 |                    |                                  |                   |           |                        |
| 162 | 18 | «Exchange Rate» «Обменный курс»                 | Тауниа МакКирнен   | Джордана Льюис Джаффе            | 14 марта 2016     | 718       | 8.78                   |
| Из американской тюрьмы, перед возвращением на Кубу, сбегает осуждённый кубинский шпион. Команда ОСП шокирована, узнав, что помогала ему в этом их давняя знакомая — дочь Аркадия Колчека Анна. Между тем Дикс признаётся Кенси, что ему не нравится то, что она часто устраивает в их доме бардак. Вито Руджинис в роли Аркадия Колчека Бар Пали в роли Анны Колчек |    |                                                 |                    |                                  |                   |           |                        |
| 163 | 19 | «The Seventh Child» «Седьмой ребёнок»           | Фрэнк Милитари     | Фрэнк Милитари                   | 21 марта 2016     | 719       | 8.76                   |
| Каллен и команда пытаются спасти ребёнка, которому промыли мозги члены террористической ячейки, из-за чего тот теперь в огромной опасности. Кроме того, Дикс и Кенси обсуждают вопрос наличия детей. Алисия Кополла в роли Лизы Рэнд |    |                                                 |                    |                                  |                   |           |                        |
| 164 | 20 | «Seoul Man» «Человек из Сеула»                  | Дайан С. Валентайн | Джо Сачс                         | 28 марта 2016     | 718       | 8.91                   |
| Команду ОСП приписывают для защиты к командующему Тихоокеанского командования. Их цель - найти северокорейского шпиона. |    |                                                 |                    |                                  |                   |           |                        |
| 165 | 21 | «Head of the Snake» «Голова Змеи»               | Роберт Флорио      | Джозеф С. Уилсон                 | 11 апреля 2016    | 719       | 8.24                   |
| Оперативник-психолог Нейт Гетц, работающий под прикрытием, перестаёт выходить на связь с Хетти. Команда узнаёт, что он работал с печально известным криминальным лидером. Питер Кэмбор в роли Нэйта Гетца |    |                                                 |                    |                                  |                   |           |                        |
| 166 | 22 | «GRANGER, O.» «Гренджер, О.»                    | Деннис Смит        | Кайл Харимото                    | 18 апреля 2016    | 720       | 7.79                   |
| Пока Каллен и команда расследуют смерть северокорейского шпиона, Грейнджер допрашивает Дженнифер Ким и узнает, что он ее отец. |    |                                                 |                    |                                  |                   |           |                        |
| 167 | 23 | «Where There's Smoke...» «Нет дыма без огня...» | Джеймс Хэнлон      | Эндрю Бартельс                   | 25 апреля 2016    | 721       | 7.87                   |
| Когда во время пожара из охраняемого Министерством обороны контейнера украдены секретные данные о предполагаемых террористах, Сэм и Каллен идут под прикрытие в качестве пожарных. |    |                                                 |                    |                                  |                   |           |                        |
| 168 | 24 | «Talion» «Талион»                               | Джон Питер Кусакис | Р. Скотт Геммилл                 | 2 мая 2016        | 722       | 8.10                   |
| Сэм получает сигнал бедствия от своего сына Эйдена о том, что его школа захвачена экстремистской группировкой. Сэм, Каллен, Кенси и Дикс мчатся в Сан-Франциско, чтобы защитить Эйдена и освободить заложников. |    |                                                 |                    |                                  |                   |           |                        |